# Gare de Zamora
Ne doit pas être confondu avec Gare de Zamora (Mexique).
La gare de Zamora est la gare ferroviaire de la ville espagnole de Zamora, dans la province de Zamora en Castille-et-León. En service depuis 1864, elle dispose d'un bâtiment voyageurs dont la construction s'est achevée en 1958 et est de style néo-plateresque.

## Situation ferroviaire
Établie à 640 mètres d'altitude, c'est une gare de bifurcation : de la ligne de Medina del Campo-Zamora (écartement ibérique), au point kilométrique (PK) 089,479 ;  de la ligne de Zamora à La Corogne (écartement ibérique), au PK 000,000, qui prolonge la ligne précédente jusqu'en Galice ; et de la ligne Olmedo-Zamora-Galice ((écartement européen), au PK 232,463.
La gare a également fait partie de la ligne ferroviaire à écartement ibérique Plasencia-Empalme-Astorga jusqu'à sa fermeture au trafic voyageurs en fin d'année 1984 puis au transport de marchandises en 1996,.

## Histoire
La gare de Zamora est inaugurée le 28 mai 1864 avec la mise en service du premier train en provenance de Medina del Campo. L'exploitation de la ligne est initialement à la charge de la Compañía de Medina del Campo a Zamora, qui devient rapidement la Compañía del Ferrocarril de Medina a Zamora y de Orense a Vigo (MZOV). Zamora est initialement une gare de terminus mais est transformée en nœud ferroviaire en raison de l'arrivée des lignes de chemin de fer Palazuelo-Astorga et Zamora-Galice.
Le bâtiment voyageurs originel est reconstruit à partir de 1927 sous la direction de Marcelino Enríquez. Ces travaux sont perturbés à plusieurs reprises en raison de la guerre d'Espagne. En 1958, un an après la mise en service de la ligne Medina del Campo - Zamora - Orense et Vigo sous la gestion de Renfe, le nouveau bâtiment est officiellement inauguré. Une verrière de 32 mètres devait être intégrée à cette construction et est finalement abandonnée pour ne pas alourdir le coût de construction du bâtiment qui a atteint douze millions de pesetas.
En 2013, la gare est préparée pour l'arrivée du train à grande vitesse prévu pour 2015, qui reliant Zamora à Madrid. En décembre 2015, la ligne à grande vitesse Olmedo-Zamora-Galice est mise en service sur son tronçon Olmedo-Zamora de 95 km puis en octobre 2020, la ligne à grande vitesse est prolongée jusqu'à Pedralba de la Pradería de 110 km.

## Service des voyageurs

### Accueil

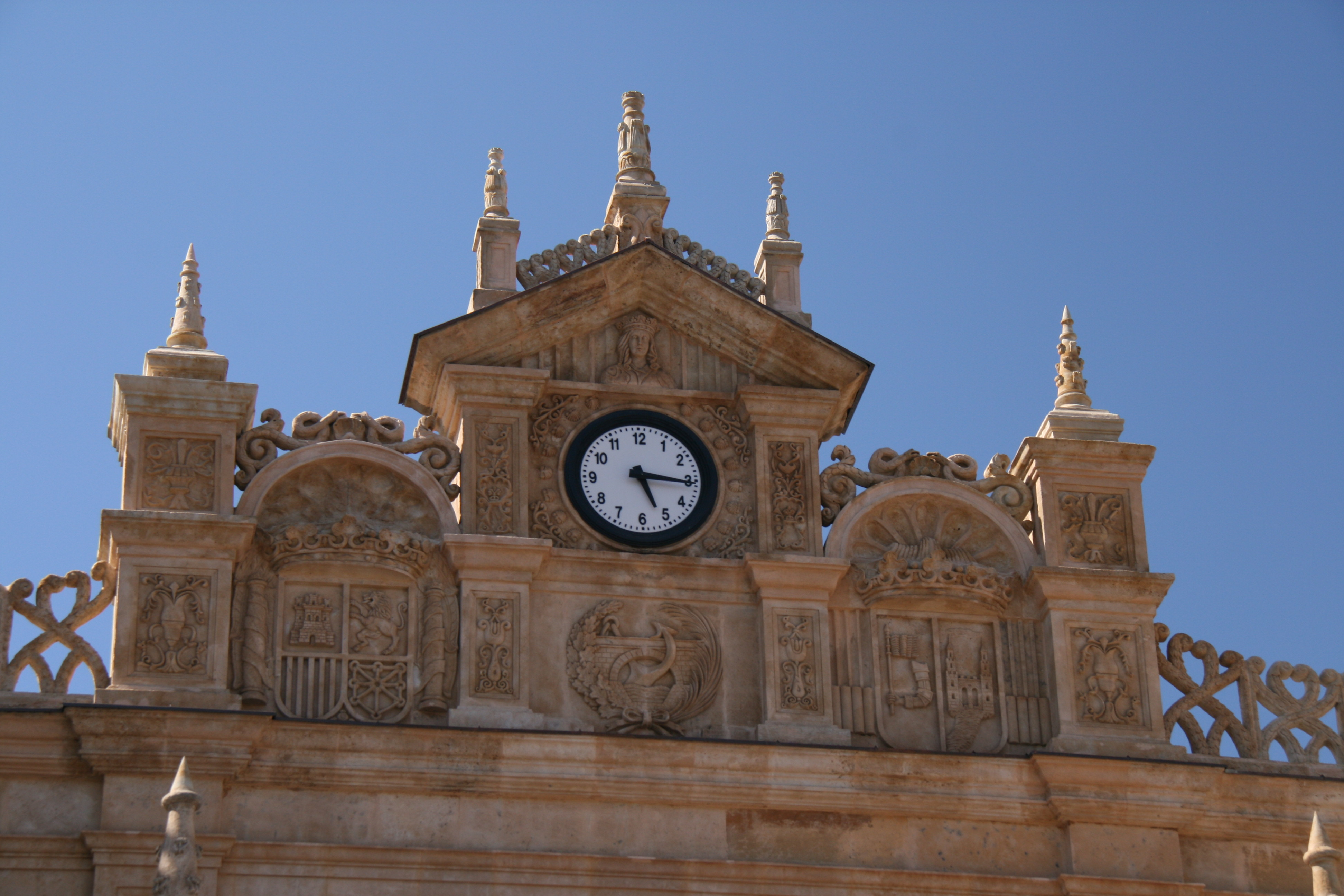
L'horloge de la gare.

La station est située dans le quartier de Las Viñas, à environ 600 m de l'Avenida de Las Tres Cruces. Le bâtiment de style néo-plateresque, construit en pierre dorée de Villamayor, présente une façade principale de 88 mètres de long, composée de trois corps comprenant quatre tours carrées et trois étages. Le corps central nettement différencié des côtés sert d'accès aux voyageurs. Il possède une terrasse au deuxième étage ornée d'un fronton triangulaire, d'une horloge et de deux blasons. Le rez-de-chaussée est complété par des arcades de style renaissance qui dessinent une longue galerie. Le site est inspiré du palais de Monterrey à Salamanque.
La gare comporte trois quais, un latéral et deux centraux, tous couverts d'auvents accessibles par cinq voies. Sur les cinq voies, les 2 les plus proches sont en écartement ibérique tandis que les trois autres sont en écartement européen.
La gare dispose d'une billetterie, d'un service client, de toilettes et d'une cafétéria. L'ensemble de l'enceinte est équipé de services accessibles aux personnes handicapées.

### Desserte

#### Longue distance et AVE
La gare figure sur la ligne Olmedo-Zamora-Galice à partir de 2015. Initialement, les liaisons avec Madrid se font via le service Alvia. Le service AVE sur l'ensemble de la ligne commence en décembre 2021.

#### Media Distancia
Le train Media Distancia qui atteint Puebla de Sanabria et Valladolid par Medina del Campo est le seul qui s'arrête à la gare avec une fréquence quotidienne.

### Intermodalité
À proximité :, il y a un parking, un arrêt de taxis et un autre pour les bus.